# 3986 Rozhkovskij
3986 Rozhkovskij è un asteroide della fascia principale. Scoperto nel 1985, presenta un'orbita caratterizzata da un semiasse maggiore pari a 2,2535889 UA e da un'eccentricità di 0,1330432, inclinata di 4,94599° rispetto all'eclittica.